# DOC (컴퓨팅)

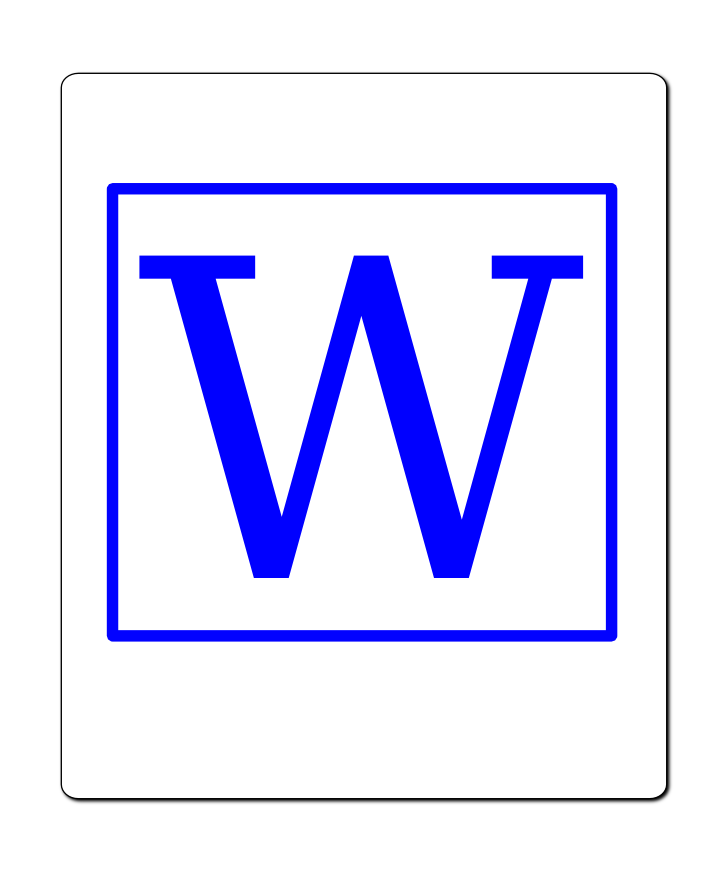

컴퓨팅에서 DOC 또는 doc (document의 준말)는 워드 처리 문서를 위한 파일 확장자이다. 대개 마이크로소프트 워드에 쓰인다. 역사적으로 이 확장자는 다양한 운영 체제에서, 특히 프로그램이나 컴퓨터 하드웨어의 플레인 텍스트 형식으로 사용되었다. 1980년대에 워드퍼펙트는 DOC를 저들의 사유 포맷 확장자로 사용하였다. 나중에 1990년대 말에 이르러 마이크로소프트는 DOC 확장자를 자신의 마이크로소프트 워드 워드 처리 포맷으로 사용하였다. 전자의 경우 PC 세상에서 대부분 사라진 상황이다.

## 마이크로소프트의 DOC 이진 파일 포맷
이진 DOC 파일들은 서식 있는 텍스트 포맷(RTF), 하이퍼텍스트 마크업 언어(HTML)과 같은 다른 일부 문서 파일 형식에 비해 (스크립트 및 실행 취소된 정보를 포함하여) 더 많은 텍스트 포맷 정보를 포함하기도 하지만 일반적으로 호환성이 광범위하지는 않은 편이다.
DOC 포맷은 마이크로소프트 오피스 워드 포맷 사이에서도 다양하다. 97 이하의 워드 버전의 포맷은 워드 97에서 2003 사이의 마이크로소프트 워드 포맷과는 다르다.

### 응용 프로그램 지원
DOC 포맷은 마이크로소프트 오피스 워드에 순수 적용되지만, 일부 기능 제한을 제외하고 .doc 파일을 쓰고 읽을 수 있는 워드 프로세서로는 오픈오피스 라이터, IBM 로터스 심포니, 구글 문서도구, 애플 페이지, 애비워드 등이 있다.

### 규격
.doc 파일 형식이 수년 동안은 공개되지 않은 규격이었기 때문에, 일치되지 않은 포맷 관리가 지속되며 여러 워드 처리 프로그램에서 같은 파일을 다룰 때 포맷 정보가 일부 손실될 수도 있다. MS 오피스 97 이진 파일 포맷의 일부 규격은 1997년에 제한된 라이선스로 출판되었으나 이러한 규격들은 1999년에 온라인 다운로드에서 제거되었다. 그 이후 버전의 MS 오피스의 이진 파일 규격은 공식 공개되지 않아 이용할 수 없다. DOC 포맷 규격은 요청을 할 경우 마이크로소프트로부터 2006년 이후로 이용을 할 수 있었으나 이는 2008년 2월까지 제한된 RAND-Z 조항에 의해서만 가능했다. 썬 마이크로시스템즈와 오픈오피스가 리버스 엔지니어링을 통해 문서를 완성하자, 마이크로소프트는 마이크로소프트 오픈 규격 약속을 통해 .DOC 포맷 규격을 공개하였다. 그러나 이 규격은 DOC 포맷에 쓰이는 모든 기능을 기술한 것은 아니므로 리버스 엔지니어링은 여전히 필요하다.

## 다른 파일 형식
일부 역사적인 문서들에 따르면 플레인 텍스트 포맷을 위해 .doc 파일 확장자를 사용할 수 있다. .doc 파일 확장자는 사유 포맷으로 워드퍼펙트의 역사적인 버전에서도 사용되었다.
일부 응용 소프트웨어는 다른 파일 포맷의 다른 용어(이를테면 소프트웨어 제조업체의 이름)들의 결합으로 "DOC"라는 이름을 사용한다. 이를테면 팜 OS에서 DOC의 이름은 PalmDoc이며 이는 전자책과 같은 텍스트 파일 인코딩에 쓰이는 포맷(일반적으로 .pdb 확장자)과는 전혀 관계가 없다.

## 같이 보기
- 사실상 표준